# محوطه زرداب
محوطه زرداب مربوط به دوران پیش از تاریخ ایران باستان است و در شهرستان کوهرنگ، بخش مرکزی، دهستان شوراب تنگزی، ۴۰۰ متری شمال شرق شهرک امام حسین، ۸ کیلومتری جنوب شرق چلگرد واقع شده و این اثر در تاریخ ۲۷ اسفند ۱۳۸۷ با شمارهٔ ثبت ۲۶۲۹۴ به‌عنوان یکی از آثار ملی ایران به ثبت رسیده است.